# Russischer Fußballpokal 2015/16
Der Russische Fußballpokal 2015/16 war die 24. Austragung des russischen Pokalwettbewerbs der Männer. Pokalsieger wurde Zenit St. Petersburg. Das Team setzte sich im Finale am 2. Mai 2016 in der Arena von Kasan gegen ZSKA Moskau durch. Titelverteidiger Lokomotive Moskau war im Achtelfinale gegen Amkar Perm ausgeschieden.

## Modus
Bis zur dritten Runde nahmen 57 Mannschaften von der 2. Division 2015/16 und 6 Amateurvereine teil. Dabei traten die insgesamt 63 Vereine in fünf Zonen (West, Zentrum, Süd, Ural-Powolschje und Ost) an. Ab der vierten Runde stiegen dann die 18 Zweitligisten, ab der fünften Runde die 16 Erstligisten ein. Reservemannschaften waren nicht teilnahmeberechtigt.
Alle Begegnungen wurden in einem Spiel ausgetragen. Bei unentschiedenem Ausgang wurde zur Ermittlung des Siegers eine Verlängerung gespielt. Stand danach kein Sieger fest, folgte ein Elfmeterschießen. Der Pokalsieger qualifizierte sich für die Europa League.

## Teilnehmende Teams
| Premjer-Liga (16) | Premjer-Liga (16) | Perwenstwo FNL (18) | Perwenstwo FNL (18) |
| --- | --- | --- | --- |
| - Dynamo Moskau - Lokomotive Moskau - Spartak Moskau - ZSKA Moskau - Amkar Perm - Anschi Machatschkala - FK Krasnodar - Kuban Krasnodar | - Krylja Sowetow Samara - Mordowija Saransk - FK Rostow - Rubin Kasan - Terek Grosny - FK Ufa - Ural Jekaterinburg - Zenit St. Petersburg | - Arsenal Tula - Baikal Irkutsk - Baltika Kaliningrad - Fakel Woronesch - Gasowik Orenburg - FK Jenissei Krasnojarsk - KAMAS Nabereschnyje Tschelny - Lutsch-Energija Wladiwostok - Schinnik Jaroslawl                                                                        | - FK Sibir Nowosibirsk - SKA-Energija Chabarowsk - PFK Sokol Saratow - FK Tjumen - Tom Tomsk - Torpedo Armawir - FK Tosno - Wolgar Astrachan - Wolga Nischni Nowgorod |
| Perwenstwo PFL (57) | | | |
| - FK Afips - Alanija Wladikawkas - Anguscht Nasran - FK Astrachan - Awangard Kursk - FK Biolog-Nowokubansk - Chimik Dserschinsk - FK Chimki - Dnjepr Smolensk - FK Dolgoprudny - FK Domodedowo - Druschba Maikop - Dynamo Barnaul - Dynamo Brjansk - Dynamo Kirow | - Dynamo Stawropol - FK Dynamo St. Petersburg - Energomasch Belgorod - Irtysch Omsk - Jakutija Jakutsk - FK Kaluga - Karelija Petrosawodsk - FK Kolomna - FK Lada Toljatti - Lokomotive Liski - Maschuk-KMW Pjatigorsk - Metallurg Lipezk - MITOS Nowotscherkassk - FK Neftechimik Nischnekamsk | - FK Nowokusnezk - Nosta Nowotroizk - FK Orjol - FK Pskow-747 - FK Rjasan - Sachalin Juschno-Sachalinsk - FK SKA Rostow - Soljaris Moskau - Smena Komsomolsk am Amur - Snamja Truda Orechowo-Sujewo - Spartak Kostroma - Spartak Naltschik - Strogino Moskau - FK Sysran-2003 | - FK Tambow - Tekstilschtschik Iwanowo - Torpedo Moskau - Torpedo Wladimir - FK Tscheljabinsk - Tschernomorez Noworossijsk - Tschertanowo Moskau - FK Tschita - FK Witjas Podolsk - Wolga-Olympijez Nischni Nowgorod - Wolga Twer - Wolga Uljanowsk - FK Zenit-Ischewsk - Zenit Pensa |
| Amateure (6) | | | |
| - FK Belogorsk - Dynamo-Start Kostroma | - Metallurg Ascha - Restawrazija Krasnojarsk | - Schachtjor Peschelan | - Swesda St. Petersburg |

## 1. Runde
Teilnehmer: Teilnehmer: 35 Vereine der drittklassigen Perwenstwo PFL und 3 Amateurvereine.
| Datum                           |                                    | Ergebnis              |                                |
| ------------------------------- | ---------------------------------- | --------------------- | ------------------------------ |
| 00000000000Zone Süd             |                                    |                       |                                |
| 15.07.2015                      | MITOS Nowotscherkassk (III)        | 3:4                   | FK SKA Rostow (III)            |
| 15.07.2015                      | Anguscht Nasran (III)              | 3:1                   | Maschuk-KMW Pjatigorsk (III)   |
| 15.07.2015                      | Alanija Wladikawkas (III)          | 0:1                   | Dynamo Stawropol (III)         |
| 15.07.2015                      | Druschba Maikop (III)              | 1:2                   | FK Biolog-Nowokubansk (III)    |
| 00000000000Zone Zentrum         |                                    |                       |                                |
| 15.07.2015                      | Tschertanowo Moskau (III)          | 4:0                   | FK Kaluga (III)                |
| 16.07.2015                      | Zenit Pensa (III)                  | 0:2                   | FK Tambow (III)                |
| 16.07.2015                      | Lokomotive Liski (III)             | 0:0 n. V. (3:2 i. E.) | Energomasch Belgorod (III)     |
| 16.07.2015                      | Dynamo Brjansk (III)               | 2:0                   | Dnjepr Smolensk (III)          |
| 16.07.2015                      | Awangard Kursk (III)               | 2:0                   | FK Orjol (III)                 |
| 16.07.2015                      | FK Witjas Podolsk (III)            | 0:1                   | Torpedo Moskau (III)           |
| 00000000000Zone West            |                                    |                       |                                |
| 15.07.2015                      | Soljaris Moskau (III)              | 0:1                   | Torpedo Wladimir (III)         |
| 16.07.2015                      | Snamja Truda Orechowo-Sujewo (III) | 1:3                   | FK Dolgoprudny (III)           |
| 16.07.2015                      | Karelija Petrosawodsk (III)        | 0:0 n. V. (3:2 i. E.) | FK Dynamo St. Petersburg (III) |
| 16.07.2015                      | Tekstilschtschik Iwanowo (III)     | 2:2 n. V. (1:4 i. E.) | Wolga Twer (III)               |
| 16.07.2015                      | Swesda St. Petersburg (IV)         | 1:2                   | FK Pskow-747 (III)             |
| 16.07.2015                      | Strogino Moskau (III)              | 0:0 n. V. (7:8 i. E.) | FK Domodedowo (III)            |
| 16.07.2015                      | FK Chimki (III)                    | 2:0                   | FK Kolomna (III)               |
| 16.07.2015                      | Dynamo-Start Kostroma (IV)         | 0:2                   | Spartak Kostroma (III)         |
| 00000000000Zone Ural-Powolschje |                                    |                       |                                |
| 16.07.2015                      | Metallurg Ascha (IV)               | 1:2                   | FK Tscheljabinsk (III)         |

In der Zone Ost gab es in dieser Runde keine Spiele.

## 2. Runde
Teilnehmer: Die 19 Sieger der ersten Runde, 18 weitere Vereine der Perwenstwo PFL, sowie 3 weitere Amateurvereine.
| Datum                           |                                   | Ergebnis              |                                        |
| ------------------------------- | --------------------------------- | --------------------- | -------------------------------------- |
| 00000000000Zone Zentrum         |                                   |                       |                                        |
| 24.07.2015                      | FK Tambow (III)                   | 2:0                   | FK Rjasan (III)                        |
| 24.07.2015                      | Torpedo Moskau (III)              | 0:0 n. V. (2:3 i. E.) | Dynamo Brjansk (III)                   |
| 24.07.2015                      | Metallurg Lipezk (III)            | 5:1                   | Tschertanowo Moskau (III)              |
| 24.07.2015                      | Awangard Kursk (III)              | 0:3                   | Lokomotive Liski (III)                 |
| 00000000000Zone Süd             |                                   |                       |                                        |
| 24.07.2015                      | FK Biolog-Nowokubansk (III)       | 0:1                   | FK SKA Rostow (III)                    |
| 24.07.2015                      | Spartak Naltschik (III)           | 2:2 n. V. (8:7 i. E.) | Anguscht Nasran (III)                  |
| 24.07.2015                      | FK Afips (III)                    | 1:0                   | Tschernomorez Noworossijsk (III)       |
| 24.07.2015                      | Dynamo Stawropol (III)            | 0:0 n. V. (5:4 i. E.) | FK Astrachan (III)                     |
| 00000000000Zone Ural-Powolschje |                                   |                       |                                        |
| 24.07.2015                      | FK Neftechimik Nischnekamsk (III) | 2:1                   | Wolga Uljanowsk (III)                  |
| 24.07.2015                      | FK Zenit-Ischewsk (III)           | 1:0                   | Dynamo Kirow (III)                     |
| 24.07.2015                      | Schachtjor Peschelan (IV)         | 1:1 n. V. (4:3 i. E.) | Wolga-Olympijez Nischni Nowgorod (III) |
| 24.07.2015                      | FK Sysran-2003 (III)              | 0:1 nb. V.            | FK Lada Toljatti (III)                 |
| 24.07.2015                      | FK Tscheljabinsk (III)            | 0:1                   | Nosta Nowotroizk (III)                 |
| 00000000000Zone West            |                                   |                       |                                        |
| 24.07.2015                      | FK Pskow-747 (III)                | 2:0                   | Karelija Petrosawodsk (III)            |
| 24.07.2015                      | Wolga Twer (III)                  | 1:0                   | Spartak Kostroma (III)                 |
| 24.07.2015                      | Torpedo Wladimir (III)            | 1:2                   | FK Domodedowo (III)                    |
| 31.07.2015                      | FK Dolgoprudny (III)              | 1:5                   | FK Chimki (III)                        |
| 00000000000Zone Ost             |                                   |                       |                                        |
| 26.07.2015                      | Irtysch Omsk (II)                 | 1:2 n. V.             | Dynamo Barnaul (III)                   |
| 26.07.2015                      | Restawrazija Krasnojarsk (IV)     | 1:2                   | FK Nowokusnezk (III)                   |
| 26.07.2015                      | FK Belogorsk (IV)                 | 1:0                   | Jakutija Jakutsk (III)                 |

## 3. Runde
Teilnehmer: Die 20 Sieger der zweiten Runde und vier weitere Vereine der Perwenstwo PFL.
| Datum                           |                                | Ergebnis              |                                   |
| ------------------------------- | ------------------------------ | --------------------- | --------------------------------- |
| 00000000000Zone Ost             |                                |                       |                                   |
| 06.08.2015                      | Smena Komsomolsk am Amur (III) | 0:2                   | Sachalin Juschno-Sachalinsk (III) |
| 06.08.2015                      | FK Tschita (III)               | 1:1 n. V. (1:4 i. E.) | FK Belogorsk (IV)                 |
| 06.08.2015                      | Dynamo Barnaul (III)           | 4:1                   | FK Nowokusnezk (III)              |
| 00000000000Zone Ural-Powolschje |                                |                       |                                   |
| 07.08.2015                      | Chimik Dserschinsk (III)       | 0:1                   | Schachtjor Peschelan (IV)         |
| 07.08.2015                      | FK Zenit-Ischewsk (III)        | 3:1                   | FK Neftechimik Nischnekamsk (III) |
| 07.08.2015                      | FK Lada Toljatti (III)         | 0:2                   | Nosta Nowotroizk (III)            |
| 00000000000Zone Zentrum         |                                |                       |                                   |
| 07.08.2015                      | Lokomotive Liski (III)         | 1:3                   | FK Tambow (III)                   |
| 07.08.2015                      | Dynamo Brjansk (III)           | 0:1                   | Metallurg Lipezk (III)            |
| 00000000000Zone West            |                                |                       |                                   |
| 08.08.2015                      | Wolga Twer (III)               | 1:1 n. V. (4:3 i. E.) | FK Pskow-747 (III)                |
| 08.08.2015                      | FK Domodedowo (III)            | 1:1 n. V. (6:7 i. E.) | FK Chimki (III)                   |
| 00000000000Zone Süd             |                                |                       |                                   |
| 08.08.2015                      | FK SKA Rostow (III)            | 3:0                   | FK Afips (III)                    |
| 08.08.2015                      | Dynamo Stawropol (III)         | 0:3                   | Spartak Naltschik (III)           |

### Zusatzspiele
Am Ende der 3. Runde waren nur 30 Mannschaften für die nächste Runde qualifiziert. Wegen der Nichtberücksichtigung der zwei Farmteams von Spartak Moskau und Zenit St. Petersburg aus der Perwenstwo FNL 2015/16 wurde während des Turniers Änderungen an der Pokalrunde vorgenommen.  Es wurde beschlossen, vier Vereinen, die in der 3. Runde verloren hatten, die Möglichkeit zu geben, weiterhin im Wettbewerb zu bleiben. Dieses Recht wurde den nachfolgenden vier Teams eingeräumt.
| Datum      |                      | Ergebnis |                        |
| ---------- | -------------------- | -------- | ---------------------- |
| 14.08.2015 | Dynamo Brjansk (III) | 0:1      | Lokomotive Liski (III) |
| 15.08.2015 | FK Pskow-747 (III)   | 2:1      | FK Domodedowo (III)    |

## 4. Runde
Teilnehmer: Die 12 Sieger der dritten Runde, die 2 Sieger der Zusatzspiele und die 18 Vereine der Perwenstwo FNL. Reservemannschaften waren nicht teilnahmeberechtigt. Unterklassige Teams hatten Heimrecht.
| Datum      |                                   | Ergebnis              |                                   |
| ---------- | --------------------------------- | --------------------- | --------------------------------- |
| 26.08.2015 | Sachalin Juschno-Sachalinsk (III) | 1:0                   | Lutsch-Energija Wladiwostok (II)  |
| 26.08.2015 | Wolga Twer (III)                  | 1:0                   | Baltika Kaliningrad (II)          |
| 26.08.2015 | FK Tambow (III)                   | 1:0                   | Arsenal Tula (II)                 |
| 26.08.2015 | FK Zenit-Ischewsk (III)           | 3:0                   | KAMAS Nabereschnyje Tschelny (II) |
| 26.08.2015 | Nosta Nowotroizk (III)            | 2:1 n. V.             | FK Sibir Nowosibirsk (II)         |
| 26.08.2015 | Lokomotive Liski (III)            | 3:1                   | Fakel Woronesch (II)              |
| 26.08.2015 | Spartak Naltschik (III)           | 2:2 n. V. (5:4 i. E.) | Wolgar Astrachan (II)             |
| 26.08.2015 | Dynamo Barnaul (III)              | 1:3                   | FK Jenissei Krasnojarsk (II)      |
| 26.08.2015 | PFK Sokol Saratow (II)            | 1:0                   | Gasowik Orenburg (II)             |
| 27.08.2015 | FK SKA Rostow (III)               | 0:2                   | Torpedo Armawir (II)              |
| 27.08.2015 | FK Belogorsk (IV)                 | 0:4                   | SKA-Energija Chabarowsk (II)      |
| 27.08.2015 | Metallurg Lipezk (III)            | 0:2                   | Wolga Nischni Nowgorod (II)       |
| 27.08.2015 | FK Pskow-747 (III)                | 0:1                   | FK Tosno (II)                     |
| 27.08.2015 | Baikal Irkutsk (II)               | 3:2                   | Tom Tomsk (II)                    |
| 27.08.2015 | FK Chimki (III)                   | 3:0                   | FK Tjumen (II)                    |
| 11.09.2015 | Schachtjor Peschelan (IV)         | 2:3                   | Schinnik Jaroslawl (II)           |

## 5. Runde
Teilnehmer: Die 16 Sieger der vierten Runde, sowie die 16 Erstligisten, die auswärts antraten.
| Datum      |                                   | Ergebnis  |                           |
| ---------- | --------------------------------- | --------- | ------------------------- |
| 23.09.2015 | Wolga Twer (III)                  | 0:3 n. V. | Zenit St. Petersburg (I)  |
| 23.09.2015 | FK Tambow (III)                   | 2:3       | Krylja Sowetow Samara (I) |
| 23.09.2015 | Torpedo Armawir (II)              | 0:1       | Lokomotive Moskau (I)     |
| 23.09.2015 | Wolga Nischni Nowgorod (II)       | 0:7       | Spartak Moskau (I)        |
| 23.09.2015 | Nosta Nowotroizk (III)            | 0:2       | Terek Grosny (I)          |
| 23.09.2015 | Schinnik Jaroslawl (II)           | 1:2       | Kuban Krasnodar (I)       |
| 23.09.2015 | Baikal Irkutsk (II)               | 1:2 n. V. | ZSKA Moskau (I)           |
| 23.09.2015 | PFK Sokol Saratow (II)            | 2:4       | Anschi Machatschkala (I)  |
| 23.09.2015 | Sachalin Juschno-Sachalinsk (III) | 0:4       | FK Ufa (I)                |
| 24.09.2015 | FK Zenit-Ischewsk (III)           | 0:1       | FK Krasnodar (I)          |
| 24.09.2015 | Lokomotive Liski (III)            | 0:2       | Dynamo Moskau (I)         |
| 24.09.2015 | Spartak Naltschik (III)           | 0:2       | Amkar Perm (I)            |
| 24.09.2015 | FK Jenissei Krasnojarsk (II)      | 1:2       | Ural Jekaterinburg (I)    |
| 24.09.2015 | SKA-Energija Chabarowsk (II)      | 2:0       | Rubin Kasan (I)           |
| 24.09.2015 | FK Tosno (II)                     | 1:0 n. V. | FK Rostow (I)             |
| 24.09.2015 | FK Chimki (III)                   | 1:0       | Mordowija Saransk (I)     |

## Achtelfinale
Teilnehmer: Die 16 Sieger der fünften Runde.
| Datum      |                           | Ergebnis |                              |
| ---------- | ------------------------- | -------- | ---------------------------- |
| 28.10.2015 | FK Ufa (I)                | 1:0      | SKA-Energija Chabarowsk (II) |
| 28.10.2015 | Zenit St. Petersburg (I)  | 5:0      | FK Tosno (II)                |
| 28.10.2015 | Terek Grosny (I)          | 2:1      | FK Chimki (III)              |
| 28.10.2015 | ZSKA Moskau (I)           | 2:1      | Ural Jekaterinburg (I)       |
| 28.10.2015 | Kuban Krasnodar (I)       | 1:0      | Spartak Moskau (I)           |
| 29.10.2015 | Lokomotive Moskau (I)     | 0:1      | Amkar Perm (I)               |
| 29.10.2015 | Krylja Sowetow Samara (I) | 0:1      | Dynamo Moskau (I)            |
| 29.10.2015 | FK Krasnodar (I)          | 3:1      | Anschi Machatschkala (I)     |

## Viertelfinale
| Datum      |                          | Ergebnis  |                     |
| ---------- | ------------------------ | --------- | ------------------- |
| 28.02.2016 | Zenit St. Petersburg (I) | 1:0 n. V. | Kuban Krasnodar (I) |
| 01.03.2016 | FK Ufa (I)               | 0:2       | ZSKA Moskau (I)     |
| 01.03.2016 | FK Krasnodar (I)         | 1:0 n. V. | Terek Grosny (I)    |
| 02.03.2016 | Amkar Perm (I)           | 3:1       | Dynamo Moskau (I)   |

## Halbfinale
| Datum      |                 | Ergebnis              |                          |
| ---------- | --------------- | --------------------- | ------------------------ |
| 20.04.2016 | Amkar Perm (I)  | 1:1 n. V. (3:4 i. E.) | Zenit St. Petersburg (I) |
| 20.04.2016 | ZSKA Moskau (I) | 3:1                   | FK Krasnodar (I)         |

## Finale
| Paarung              | ZSKA Moskau – Zenit St. Petersburg |
| Ergebnis             | 1:4 (1:1) |
| Datum                | 2. Mai 2016 |
| Stadion              | Kasan-Arena, Kasan |
| Zuschauer            | 36.562 |
| Schiedsrichter       | Alexander Jegorow |
| Tore                 | 0:1 Hulk (34., Foulelfmeter) 1:1 Aaron Olanare (36.) 1:2 Alexander Kokorin (55.) 1:3 Hulk (63. Foulelfmeter) 1:4 Artur Jussupow (69.) |
| ZSKA Moskau          | Igor Akinfejew – Alexei Beresuzki (60. Sergei Tkatschow), Wassili Beresuzki, Sergei Ignaschewitsch, Mário Fernandes – Alan Dsagojew, Bibras Natcho, Roman Eremenko (66. Wiktor Wassin), Alexander Golowin – Ahmed Musa, Aaron Olanare (39. Kirill Pantschenko) Cheftrainer: Leonid Sluzki |
| Zenit St. Petersburg | Michail Kerschakow – Igor Smolnikow, Ezequiel Garay, Luís Neto, Domenico Criscito – Javi García, Axel Witsel (82. Maurício), Artur Jussupow, Oleg Schatow – Hulk (83. Juri Schirkow), Alexander Kokorin (74. Artjom Sergejewitsch Dsjuba) Cheftrainer: André Villas-Boas ( Portugal)      |
| Gelbe Karten         | Alexei Beresuzki, Roman Eremenko, Kirill Pantschenko – Oleg Schatow, Hulk |
| Platzverweise        | Wassili Beresuzki (62.,3 Notbremse) – keine |